# Büro für ungewöhnliche Maßnahmen
Das Büro für ungewöhnliche Maßnahmen (BfM) war eine 1987 in West-Berlin gegründete Künstlergruppe, die bis Mitte der 1990er Jahre im linksalternativen Spektrum Berlins aktiv war und sich mit Politkunst beschäftigte. Die Vorgeschichte der Gruppe, deren zentrale Köpfe vor allem Kurt Jotter und Barbara Petersen waren, reichen zurück bis in die linken K-Gruppen des Berlins der 1970er Jahre. Das Büro arbeitete vielfach mit Mitteln des Theaters, der Performance oder der Installation; viele ihrer Aktionen lassen sich der Kommunikations- bzw. Spaßguerilla zuordnen. Künstlerisch bildete ein erweiterter Begriff der Collage das zentrale Motiv der Arbeit der Gruppe. Zentrales Ziel war es, auf solche Weise politische Inhalte in den öffentlichen Raum zu tragen. Ende 2013 hat Kurt Jotter wieder mit der Fortführung dieser aktionskünstlerischen Arbeit und dem Aufbau einer neuen Gruppe begonnen. 2014 starb Petersen, 2022 Kurt Jotter.
Besonderes Aufsehen erregten 1988 die vom Büro inszenierten Aktionen im Rahmen der Proteste gegen die Jahrestagung von IWF und Weltbank 1988 in West-Berlin. Für seine Aktionen erhielt das Büro 1988 den Kulturpreis der Kulturpolitischen Gesellschaft zugesprochen.

## Vorgeschichte

### Künstlergruppe „Foto, Design, Grafik, Öffentlichkeitsarbeit“ (FDGÖ)

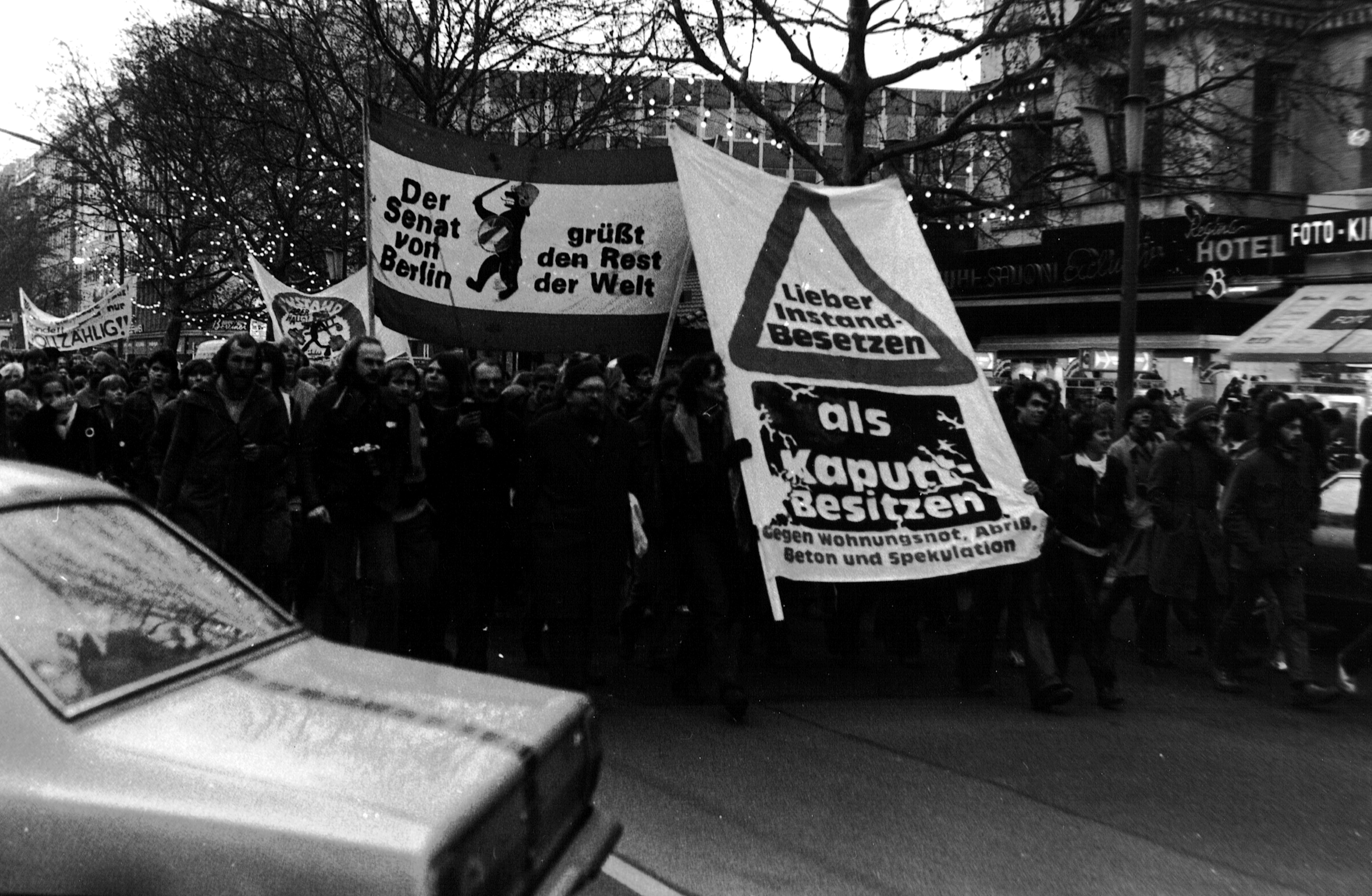
Demonstration im Berliner „Häuserkampf“, Transparent der FDGÖ

Gegründet wurde die Gruppe von dem Grafiker, Publizisten und Theaterwissenschaftler Kurt Jotter (* 1950) und der Politik- und Kunstwissenschaftlerin Barbara Petersen (* 1951). Die beiden hatten sich bereits Mitte der 1970er Jahre im Umfeld der K-Gruppen kennengelernt und später beschlossen, als eine Art Werbeagentur für politisch links stehende Auftraggeber zu arbeiten. Dazu gründeten sie 1977 die in Kreuzberg ansässige Künstler-Gruppe „Foto, Design, Grafik, Öffentlichkeitsarbeit“ (FDGÖ). Name und Logo spielten auf die viel zitierte Freiheitlich-Demokratische Grundordnung (FDGO) an.
Die aus Designern, Künstlern und Autodidakten bestehende Gruppe wollte für mehr Schwung, Witz und Kreativität in den oft ernsthaften und humorlosen linken Zusammenhängen sorgen, ihre Devise hieß: „Verfremdet die Medien, Ämter und Behörden! Montiert euch eure Hampelmänner selbst! Laßt die Puppen tanzen!“ Zu diesem Zweck gestalteten sie „in wechselnder Besetzung und jeweils themenabhängiger Zusammenarbeit mit sich »assoziierenden« KünstlerInnen politische Plakate, Fotomontagen, Postkarten, Sticker, gestaltete Transparente, Objekte, etc.“, bis hin zu Wahlkampfslogans als Auftragsarbeit für die Alternative Liste.
In einem frühen Manifest zu Zeiten der FDGÖ verweist Jotter auf einige Einflüsse, so allgemein den Dadaismus („Clown Dada“), insbesondere aber John Heartfield („Onkel Heartfield“) und Bertolt Brechts Lehrstücke Geschichten vom Herrn Keuner. In einem Interview von 1998 grenzte er sich zudem gegen ein Dasein rein als Grafiker und Plakatkünstler wie im Falle von Klaus Staeck zugunsten eines multimedialen Ansatzes ab.
Mit einer Arbeit im Auftrag des Berliner Mietervereins handelte die Gruppe im Frühjahr 1987 erstmals im öffentlichen Raum. Als Protest gegen die durch den CDU-/FDP-Senat betriebene Aufhebung der Mietpreisbindung realisierte sie die Aktion „Berlin wird helle“. Nach einem Plakataufruf an „alle Berliner Künstler“ gingen 100 Beiträge ein, eine Auswahl daraus leuchtete auf rund 200 Häusermauern als Dia-Projektionen. Viele der Projektionen waren dabei zwar analog zu konventionellen Großplakaten, erstmals aber wandte die Gruppe eine Technik an, die sie später „Realmontage“ nannte und welche die Methoden der Fotomontage, eine der zentralen Techniken der Gruppe, in den öffentlichen Raum übertrug: „Da hatten wir z. B. auf ein Haus, vor dem ein Gerüst stand, ein Dia projiziert, wo nur Schatten-Menschen mit Transparenten drauf waren. Das sah so aus, als ob total viele Leute auf dem Gerüst stehen und Transparente halten – eine ganz einfache Simulation.“
Selbst der Generalsekretär der Berliner CDU, Klaus-Rüdiger Landowsky, lobte die Aktion als „künstlerisch beachtenswert und interessant“. Sie erschließe im Bereich öffentlicher Kommunikation zusätzliche ästhetische Räume und Formen, der politische Inhalt hingegen sei „nicht besonders erhellend“.

### Gründung des Büros

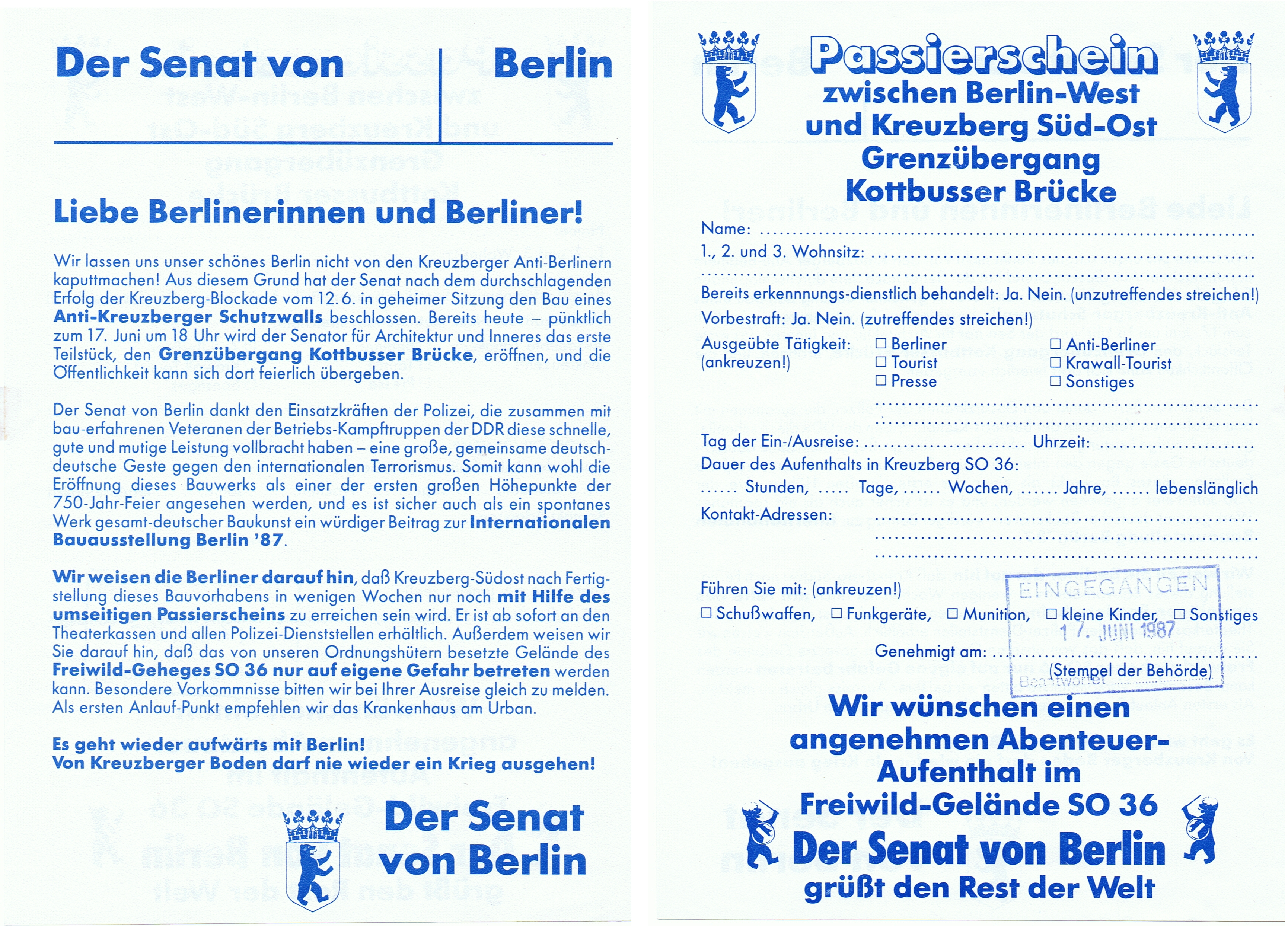
Vorder- und Rückseite des Handzettels zum „Anti-Kreuzberger Schutzwall“

Anlässlich des Berlin-Besuches von US-Präsident Ronald Reagan am 12. Juni 1987 hatte die Polizei Kreuzbergs SO 36 unangekündigt vollkommen abgeriegelt. Aus Angst vor Krawallen durch Autonome wurden U-Bahnen und anderer öffentlicher und privater Verkehr für einen halben Tag gestoppt. Darauf reagierte die FDGÖ mit den Mitgliedern ihres Standorts in der ehemals besetzten Fabrik „Kerngehäuse“ am 17. Juni mit einer großen Aktion an der Kottbusser Brücke zwischen Neukölln und Kreuzberg. Ein zwei Meter hoher „Anti-Kreuzberger Schutzwall“, aus Holz, Pappe und Stoffrollen der Berliner Mauer nachempfunden, wurde auf den Fahrspuren der Brücke aufgestellt. Jotter gab mit Frack, Zylinder und einer schwarz-rot-goldenen Schärpe als angeblich neuer Senator für Inneres und Architektur (in Anspielung auf den für die Reagan-Abriegelung verantwortlichen Innensenator Kewenig) bekannt: „Wir lassen unser schönes Berlin nicht von den Kreuzberger Anti-Berlinern kaputt machen. […] Aus diesem Grund hat der Berliner Senat nach dem durchschlagenden Erfolg der Kreuzberger Blockade zum Reagan-Besuch in geheimer Sitzung den Bau des Anti-Kreuzberger Schutzwalls beschlossen.“ An Passanten wurden beim Betreten des Stadtteils Passierscheine ausgegeben und gemahnt, dass das „Freiwild-Gehege SO 36“ nur auf eigene Gefahr betreten werden dürfe.
Rund 200 Teilnehmer trugen Transparente mit der Forderung nach „Freiem Reiseverkehr“ und „Familienzusammenführung“ und verlangten „Die Mauer muss weg“ oder „Hau weg den Scheiß“. Die Aktion erregte Aufsehen, hatte aber auch strafrechtliche Konsequenzen: Da sie nicht als Demonstration angemeldet war, wurde sie als Verstoß gegen das Versammlungsgesetz angesehen, das Verfahren wurde im März 1988 aber gegen eine Geldauflage eingestellt. Aus den dessen ungeachtet positiven Erfahrungen dieser Aktion wie auch dem vorhergehenden „Berlin wird helle“ ging dann im September 1987 das „Büro für ungewöhnliche Maßnahmen“ hervor.

## Strukturen

### Konzeption

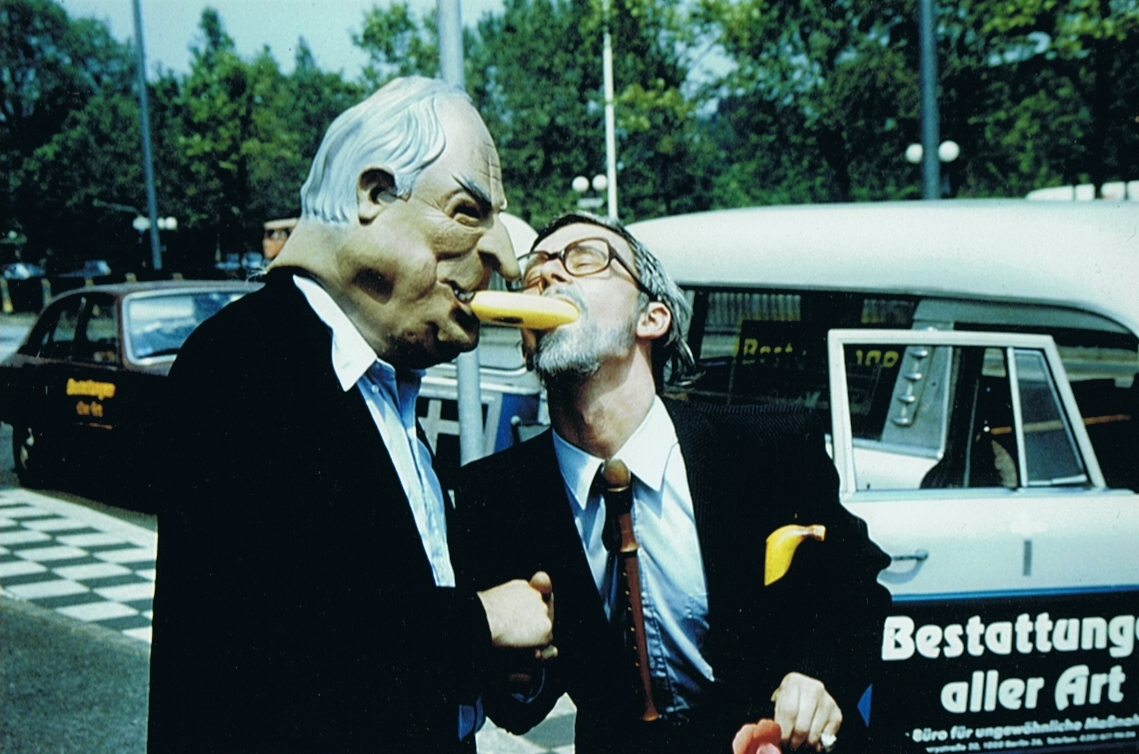
Die „Übergabe des Kaufpreises für die DDR“ im Rahmen der Aktion „Das letzte Geläut“, 1990

Von der FDGÖ unterschied sich die neu gegründete Gruppe nicht nur durch ihren Namen, sondern auch ihre Konzeption. Sie wandte sich von den Mitteln traditioneller Öffentlichkeitsarbeit zugunsten einer politischen Aktionskunst ab, die direkt im öffentlichen Raum stattfinden und diesen für sich beanspruchen sollte, auch unter Einschluss neuartiger Medien wie Video-Theater-Installationen und Medien-Skulpturen. Konzept war es gemäß eigener Definition, dass eine Aktion „im Zusammenwirken verschiedener Kunstdisziplinen wichtige soziale Themen aufgreift und Aspekte beleuchtet, die sonst in der gesellschaftlichen Diskussion untergehen würden“. So verfolgte das Büro also zentral das Ziel der Gegenöffentlichkeit, immer aber auch mit der Option, über das Spektakel zugleich in die massenmediale Öffentlichkeit vorzudringen.
In seinen Erläuterungen zu den Protesten gegen die Jahrestagung von Weltbank und IWF erklärte das Büro (gemeinsam mit der Frankfurter Gruppe):

„Die politische Widerstandskultur wird seit Jahren von Staats- und Kapitalseite durch die Polizei kurz und kleingeschlagen – wenn sie sich nicht an die herrschaftlich zugestandenen Latschrituale, die von oben erzwungene Wirkungsarmut des Protests hält. Kämpfende, widerstehende und protestierende Menschen zeigen darum und aus anderen Gründen oft zu phantasiearm, wofür sie streiten.“

Neben Jotter und Petersen als Kern der Gruppe wechselten die weiteren Mitglieder des Büros, langjährige Mitarbeiter waren Christian Josef Krafczyk, Elke Hollmann, Trixi Frings, Romi Morana, Marion Ibrahini, Rainer Sauter, Rolf Lorenz und andere. In der Produktion sah sich das Büro einem möglichst egalitären und partizipativen Ansatz verpflichtet und erklärte, es wolle „keinen elitären Kunstbegriff pflegen, sondern bewusst mit der Kreativität, die in allen Menschen steckt, operieren. Es will einen Anlaufpunkt bilden für Ideen und Erfahrungen, eigenständig Aktionen entwerfen und mit Anderen zusammen realisieren; sowie Andere bei der Realisierung ihrer Ideen unterstützen“. Ganz in diesem Sinne tauchte das Büro in einer Studie zur Struktur alternativer Gruppen 1989 in West-Berlin als eine der kooperationsfreudigsten Gruppen der Stadt auf. Auch die Aktionen sollten nicht Unikate im künstlerischen Sinn sein, sondern Modellcharakter haben. Sie zielten darauf ab, als Kopiervorlagen außerhalb der Gruppe wahrgenommen, imitiert und umgestaltet zu werden, in der Hoffnung, dass sich so in der politischen Kultur eine „phantasievolle Militanz“ durchsetze.

### Politische Position
Das BfM war Teil des linksalternativen Spektrums Berlins, dem eigenen Tätigkeitsfeld getreu insbesondere außerparlamentarischen Strukturen politischer Arbeit. Jotter stand der Alternativen Liste nah, sah ihre parlamentarische Tätigkeit aber zeitweise skeptisch, 1988 diagnostizierte er: „Das völlige Sich-Einlassen auf parlamentarische ‚Notwendigkeiten‘ und die Mitarbeit in allen Gremien hat dermaßen viel Kräfte absorbiert, dass die Beteiligung der AL am Kampf außerhalb der Parlamente immer unmöglicher wird.“ Er riet ihr, zwar an Wahlen teilzunehmen, die Sitze aber anschließend nicht zu besetzen.

### Finanzierung

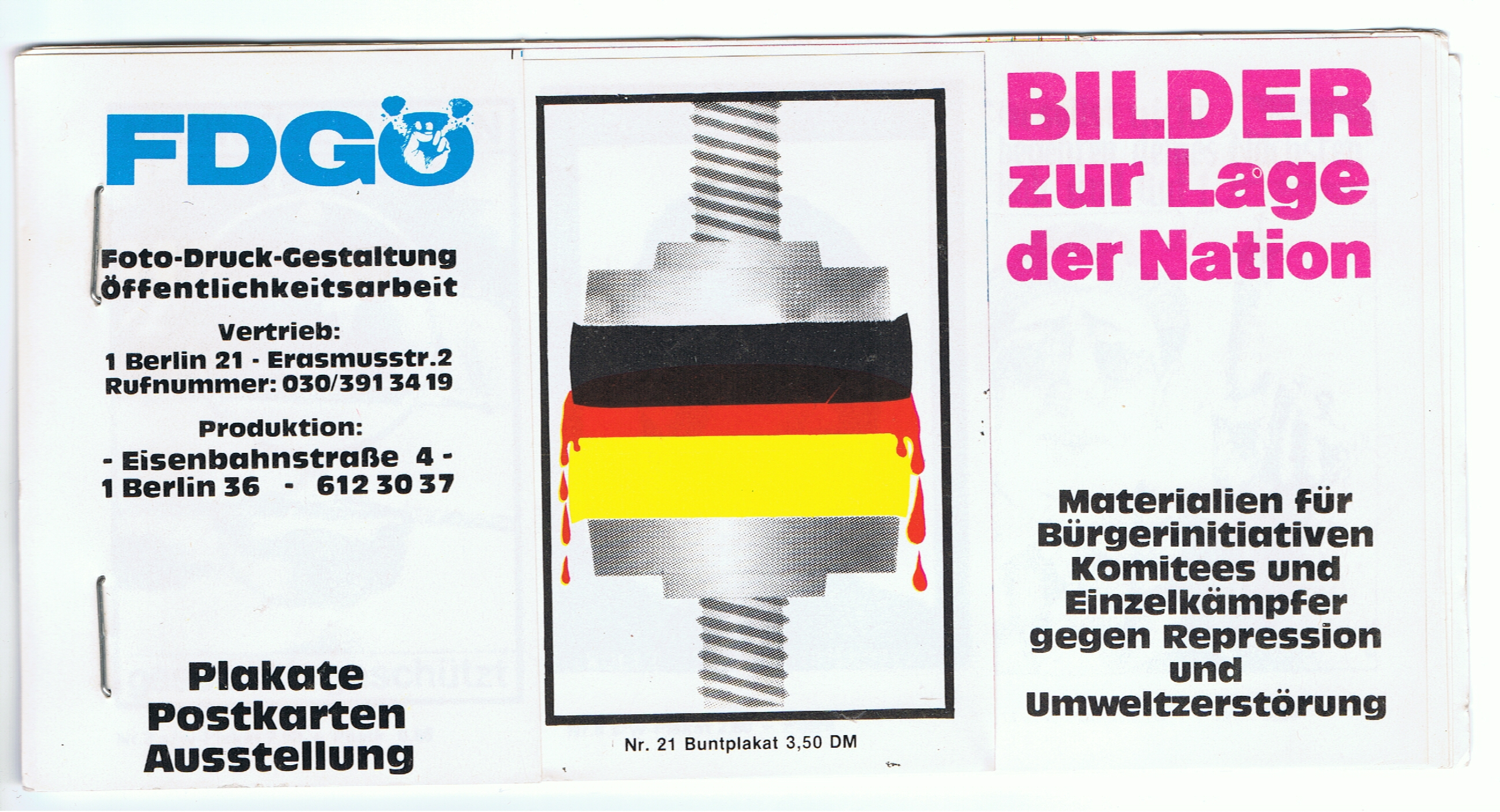
Titelblatt des Kataloges der FDGÖ

Die FDGÖ lebte fast ausschließlich von Aufträgen der linksalternativen Szene, hatte allerdings auch Einnahmen aus dem Verkauf von Plakaten oder Postkarten – diese dienten insbesondere der Querfinanzierung der Arbeit für Initiativen, die kein Budget hatten. Trotzdem war es von Anfang an knapp. In einem Rückblick sagte Jotter 1998, dass die Gründung der FDGÖ die Situation verschärfte, „weil es natürlich schwieriger ist, mit vielen davon leben zu können. […] das Geld wurde immer weniger und weniger.“ Problematisch war wohl vor allem, „den Initiativen klar zu machen, wie hoch der Aufwand […] dieser Arbeit überhaupt war“. In einem Interview sagten sie so noch 1987, dass sie es begrüßen würden, wenn „die Kulturwelt von Udo Lindenberg & Co. mal ein Scherflein rüberreichen“ würde.
Das Büro selbst finanzierte sich später durch Spenden und bundesweite Workshops, durch Projekte über die Neue Gesellschaft für Bildende Kunst (NGBK) und den Etat für Freie Theatergruppen des Berliner Senats, was später bei der CDU zu Protesten führte.

## Zentrale Aktionen

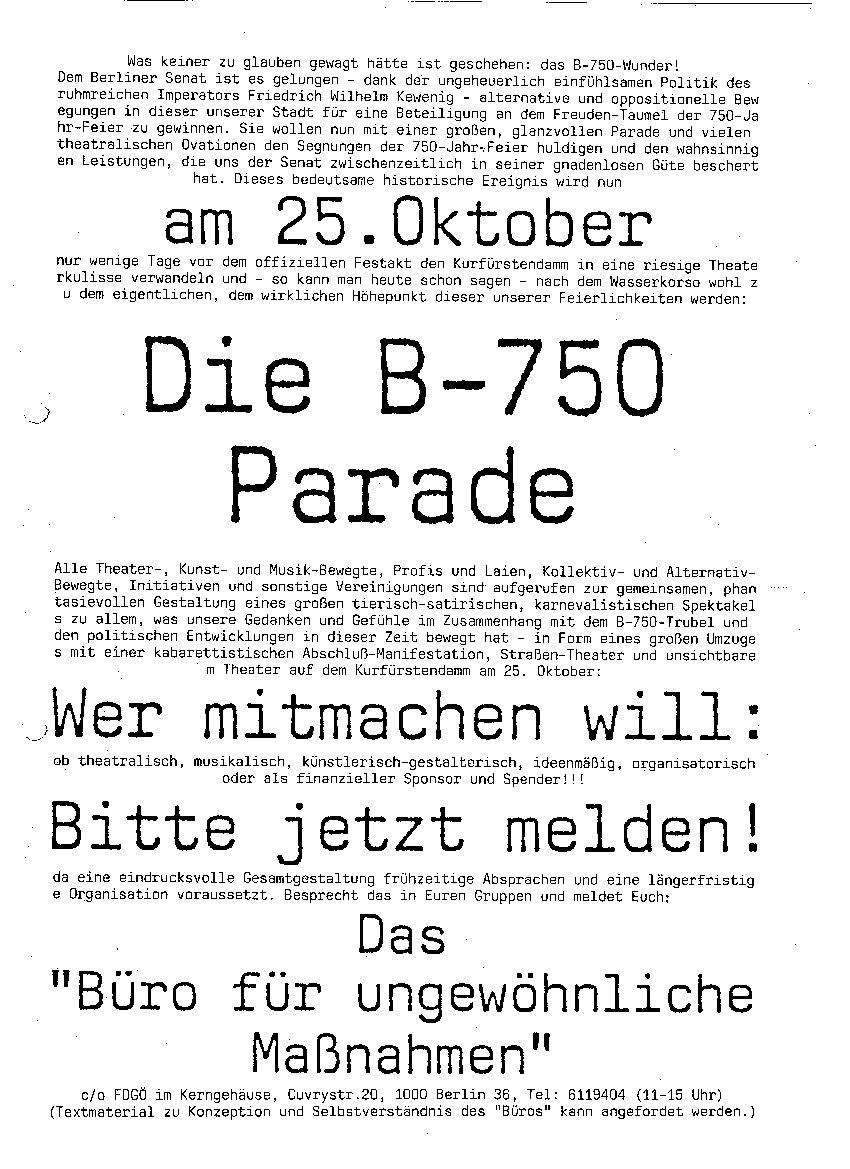
Aufruf zur B 750-Parade

### B 750-Parade 1987
Bereits einen Monat nach der Gründung, am 25. Oktober 1987, trat das Büro erstmals mit einer größeren Aktion öffentlich in Erscheinung. Zur Berliner 750-Jahr-Feier veranstaltete sie auf dem Kurfürstendamm die „B 750-Parade“ mit rund 3000 bis 5000 Teilnehmern sowie 30.000 Zuschauern. Die Parade folgte einem übergroßen Berliner Bären und als in einem Konfettiregen aus Volkszählungsbögen dessen riesiges rosa Geschlechtsteil enthüllt wurde, skandierten die Teilnehmer der Parade den Slogan „Nix geht über Bärenmacke!“
Der Kulturwissenschaftler Gottfried Korff empfand die Veranstaltung als uneindeutig, „eine teils witzig, teils verbissen wirkende «Gegenaktion» zu den offiziellen Schlußfeierlichkeiten“, der Theaterwissenschaftler Martin Maria Kohtes hingegen sprach von einem „alternativen Karnevalszug mit […] beißend ironischen Transparenten und szenischen Einlagen“, „[m]edien- und publikumswirksam inszeniert …“

### Tagung von IWF und Weltbank 1988

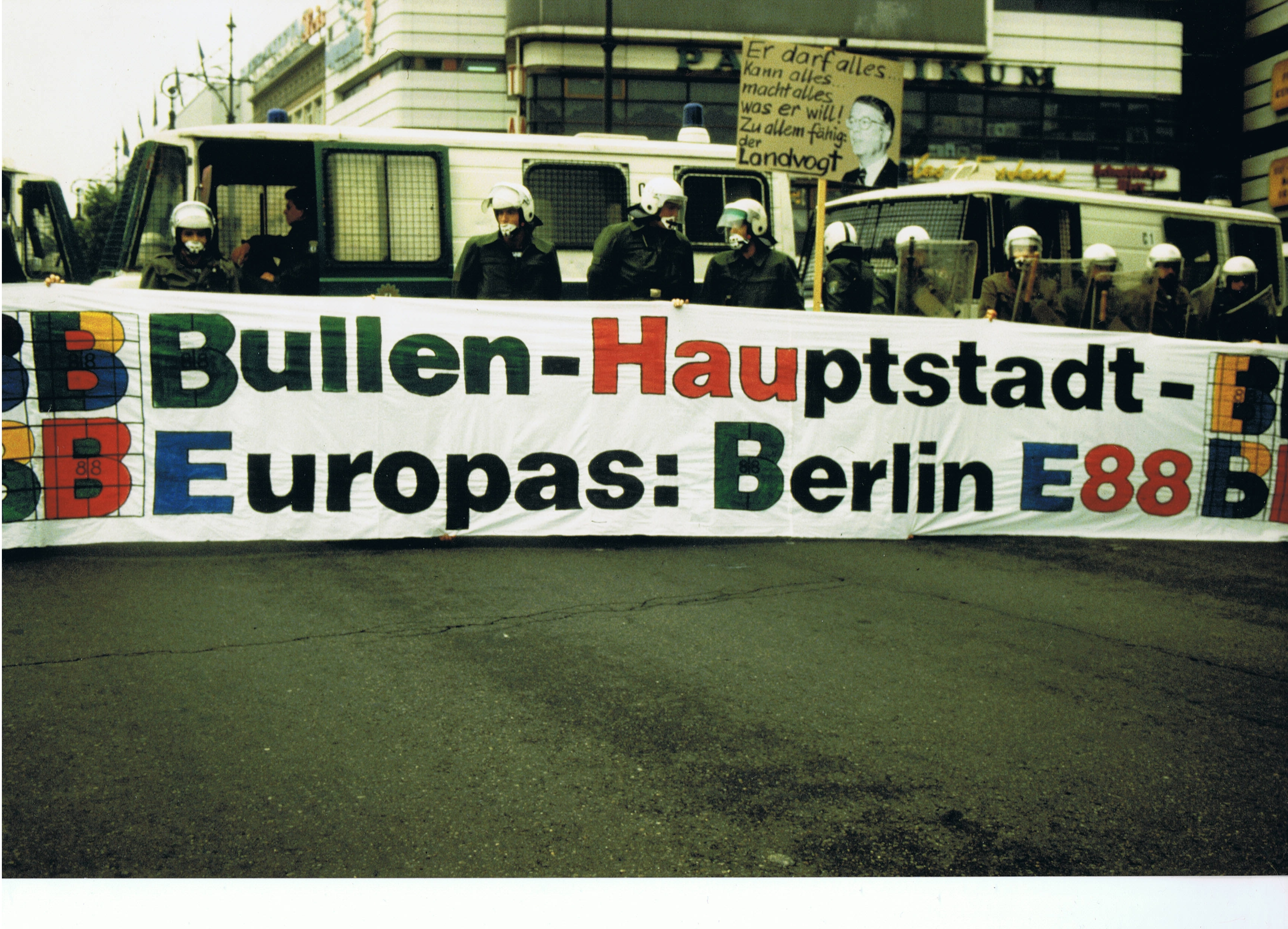
Transparentaktion des Büros im Vorfeld der IWF-/Weltbank-Tagung 1988

Im September 1988 war das Büro bei den Protesten gegen die Jahrestagung von IWF und Weltbank 1988 in West-Berlin federführend aktiv bei der „Koordination von theatralisch-künstlerischen Aktionen und Herstellung von Öffentlichkeitsmaterialien“ und veranstaltete während der vier Tage des Treffens mit zahlreichen weiteren Initiativen eine ganze Folge von Aktionen und Veranstaltungen.
Herausstechend war eine dreitägige Trommel- und Lichtersession auf dem Breitscheidplatz, die trotz Verbotes aufgrund der zahlreichen Teilnehmer stattfand. Eine andere Aktion, „Bürger beklatschen Banker“, führte aufgrund ihres irritierenden Charakters zu wiederholten polizeilichen Aktivitäten gegen Applaudierende.
Gemeinsam mit dem Bundeskongress entwicklungspolitischer Aktionsgruppen dokumentierte das Büro die Aktionen zu diesem Anlass 1989 in dem Reader „Wut, Witz, Widerstand: Die IWF/WB-Kampagne in Bild und Wort“. Bereits Mitte Oktober 1988 hatte das BfM den mit 2000 Mark dotierten Kulturpreis der Kulturpolitischen Gesellschaft zugesprochen bekommen.

### Gedenktafel am ehemaligen Reichskriegsgericht 1989

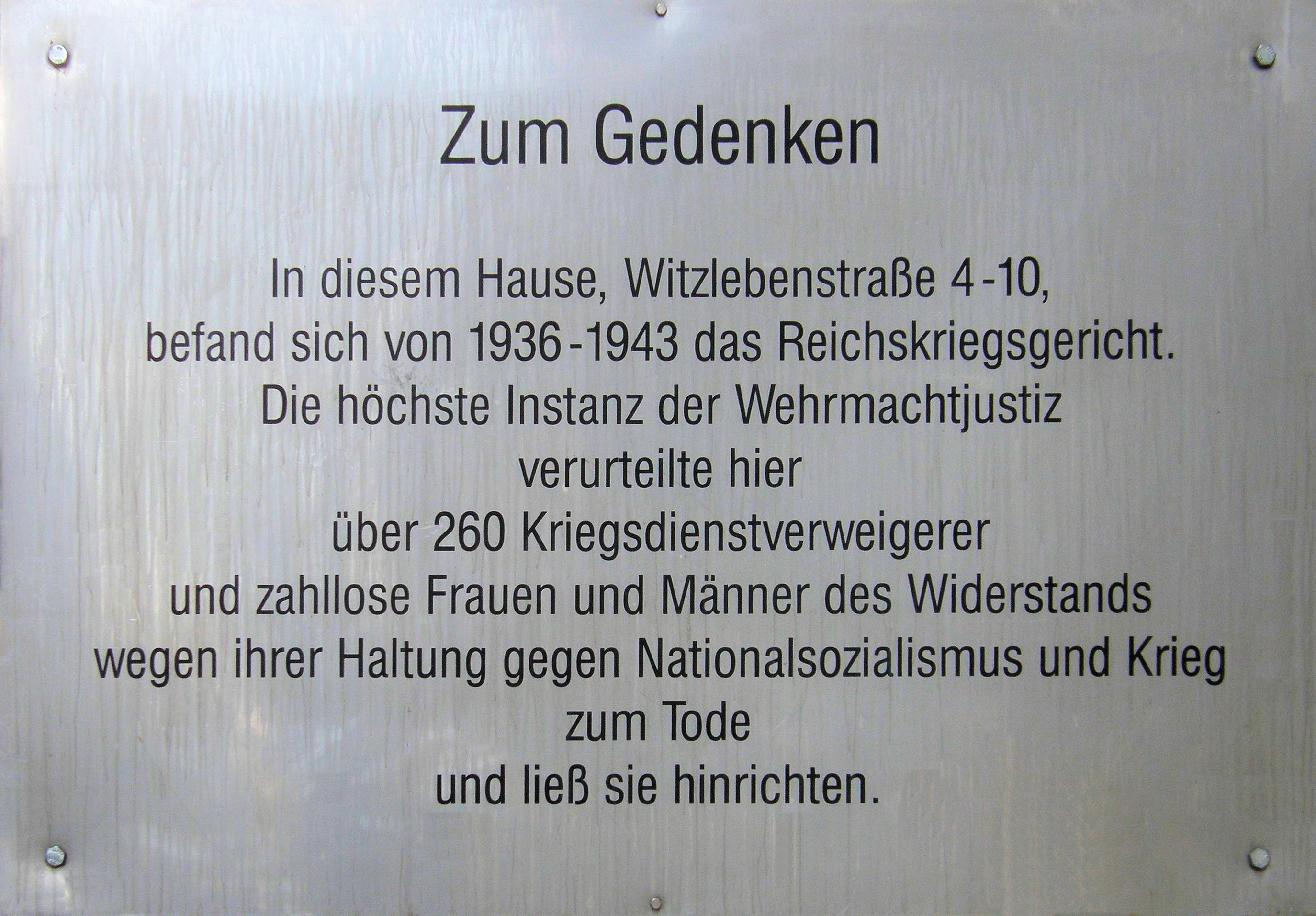
Die (heutige) Gedenktafel vor dem früheren Reichskriegsgericht

Aus einer eigentlich unspektakulären Aktion entwickelte sich ab dem 8. Juni 1989 eine umfangreichere juristische Auseinandersetzung, bei dem das Büro als Kläger auftrat. Gemeinsam mit der stellvertretenden Parlamentspräsidentin Hilde Schramm und der Charlottenburger Bezirksbürgermeisterin Monika Wissel brachte das Büro am Kammergericht in der Witzlebenstraße eine provisorische Gedenktafel für die vom Reichskriegsgericht zum Tode Verurteilten an. Der Kammerrichter Egbert Weiß ließ die Tafel noch am selben Tag abreißen. Nach einer Strafanzeige durch das Büro gegen Weiß wegen Sachbeschädigung verliefen die weiteren Ermittlungen unregelmäßig, wiederholte Male stellte die politische Staatsanwaltschaft das Ermittlungsverfahren ein und musste es auf Beschwerden bzw. auf Anweisung der Justizsenatorin Jutta Limbach wiederaufnehmen. Letztlich wurden die Ermittlungen aber 1990 endgültig eingestellt, denn Weiß habe nicht gewusst, dass die Tafel fremdes Eigentum war.

### Tag der deutschen Gemeinheit 1990
Am 3. Oktober 1990 organisierte das Büro mit dem „Tag der deutschen Gemeinheit“ gemeinsam mit Gruppen aus der DDR unter dem Motto „Ab 0:33 wird zurückgefeiert“ Gegenfeierlichkeiten zum Tag der Deutschen Einheit. Bei der Veranstaltung am Kollwitzplatz traten unter anderem Rio Reiser, Arnulf Rating und Der wahre Heino auf. Fast 10.000 Teilnehmer waren anschließend anwesend bei einer Proklamation der Autonomen Republik Utopia: „Wir sind unabhängig von Staaten und Staatsbürgerschaften, unabhängig von der Politik der Parlamente und Parteien.“

### Kampagne zur Rettung des Lenin-Denkmals in Friedrichshain 1991

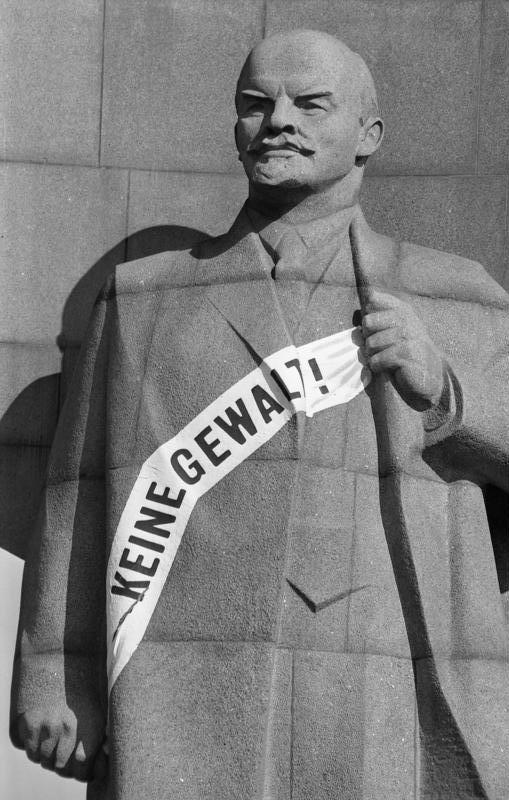
Das Lenin-Denkmal im Oktober 1991 auf dem Lenin-Platz in Friedrichshain mit „Keine Gewalt!“-Schärpe des Büros

Im Rahmen der Bemühungen um die Rettung des Lenin-Denkmals in Friedrichshain legte das Büro in Zusammenarbeit mit Bündnis 90/Grüne/UFV und der Neuen Gesellschaft für bildende Kunst der Statue mittels Hebebühne eine Schärpe mit der Aufschrift „Keine Gewalt!“ um, einem Slogan der Montagsdemonstrationen. „Es wirkt, als bäte er selber um Schonung“, schrieb Dieter E. Zimmer in der Zeit dazu. Zugleich veröffentlichte das Büro einen mit Büro für gewöhnliche Maßnahmen signierten offenen Brief an den als „großen Held der Oktoberrevolution von 1989 und […] Bezwinger des Sozialismus“ bezeichneten Bürgermeister Eberhard Diepgen, und empfahl ihm „ganz im Stil der Neuen Deutschen Zeit“ darin „die Zeremonie einer Massenveranstaltung, bei der Lenin öffentlich bespuckt, geschlagen, mit Steinen und deutschen Brandflaschen beworfen werden kann. Sie selbst könnten den Startschuss geben, indem Sie Lenin von einem Hebekran aus einen echten Pfälzer Saumagen ins Gesicht schleudern.“ Der Saumagen spielte auf das Lieblingsgericht des Bundeskanzlers Helmut Kohl an, der im Mai 1991 in Halle mit Eiern beworfen worden war. Dem Brief wurde ein „ironischer Gestus“ attestiert, „mit dem Diepgen […] ein kindisches und irrationales Verhalten unterstellt“ worden sei.

### Asyltunnel Berlin–Temeswar 1993
Im Februar 1993 lud das Büro zu einem „Staatsakt“ während der Berlinale zur Einweihung des „Asyltunnels Berlin–Temeswar“. Ort war das als Endpunkt zahlreicher Fluchttunnel aus der DDR historisch bedeutsame Gelände an der Bernauer Straße. Offiziös gab man vor einem Publikum aus (scheinbar) Regierung, Senat, Kirche sowie Europäischer Gemeinschaft die Devise aus, dass man so grundgesetzgerecht nicht nur „der Jet-Set-Klasse“, sondern auch „wirklich Verfolgten“ ermögliche, ohne Verletzung der Sicheren-Drittstaaten-Regel in die Bundesrepublik zu gelangen. Solle es allerdings zu einem Missbrauch durch „Zigeuner, Kommunisten oder polnische Autoschieber“ kommen, so könne „der Tunnel im Rahmen des Kanalbauprogramms auch jederzeit geflutet werden“.

## Weitere Aktivitäten

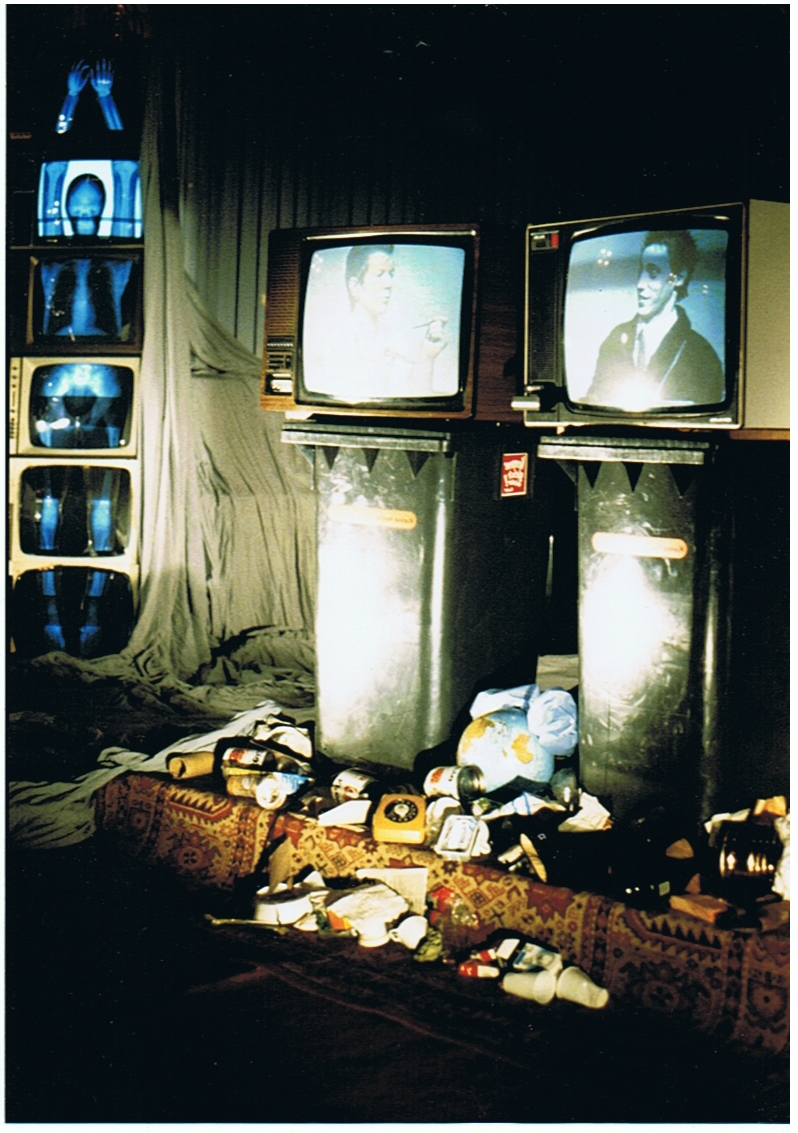
Die Video-Theater-Installation Relation Chips, FDGÖ, 1984/1985

Neben den aufwendigen, theatralisch-künstlerischen Aktionen beteiligte sich das Büro auch mit konventionellen Methoden am politischen Dialog. So unterstützte es beispielsweise Asylbewerber-Initiativen, organisierte Kunstausstellungen und veranstaltete Stadtteil- oder Frauenfeste.
Ebenso verzichtete das Büro auch nicht auf gesellschaftskritische Arbeiten mit einem stärkeren Fokus auf künstlerische Aspekte in weniger anlassbezogener Form. Bereits 1984 entstand so durch die FDGÖ eine Videotheaterarbeit namens Relation Chips, eine 75 Minuten lange medienkritische Collage auf zwei Videokanälen und mehreren Monitoren. Auch hier griff das Motiv der Collage, die Videos beider Kanäle vereinte, in schneller Folge Ausschnitte aus Talkshows, Filmen, Features, Werbespots, Dokumentationen und Serien sowie synchronisierte Sequenzen zweier Schauspieler, die über die beiden zentralen Bildschirme hinweg miteinander entlang eines Textes von Samuel Beckett agierten. Die künstlerische Gesamtleitung hatte Kurt Jotter. Das Programm wurde zu vielen deutschen und europäischen Theater-, Video- und Filmfestivals eingeladen sowie in Ausschnitten in der Langen NDR-Videonacht und in der ZDF-Aspekte-Sondersendung zur Berlinale gezeigt.
1994 entstand gemeinsam mit der Neuen Gesellschaft für Bildende Kunst im Kaufhof am Alexanderplatz die Installation Flut. Zu sehen war eine von Wasser überlaufene Schrankwand im Schaufenster, mit Teppich, Dekoration und weiterhin laufendem Fernseher, in ihrem Zentrum ein Fernseher, der das Bild eines sich schnell drehenden Wasserrads zeigte. Ziel war es, Passanten zu irritieren und auf die Reizüberflutung hinzuweisen, „damit sie nicht in den immer grausamer und schneller werdenden Bildern der Medien versinken“, so Jotter.
Ebenfalls gemeinsam mit der Neuen Gesellschaft für Bildende Kunst produzierte das Büro 1994 auch das Performance-Programm Laterna Tragika – Die Reise hinter das Licht, bei dem Barbara Petersen mit Matthis Heinzmann für Drehbuch und Regie verantwortlich waren. In einer Rezension hieß es: „[…] war als Kritik an der medialen Reizüberflutung gedacht, verbleibt aber selbst ausschließlich auf der Ebene eines Videoclips. […] Amüsant, kurzweilig, aber auch ebenso schnell vergangen.“

## Ende und Neuanfang des Büros

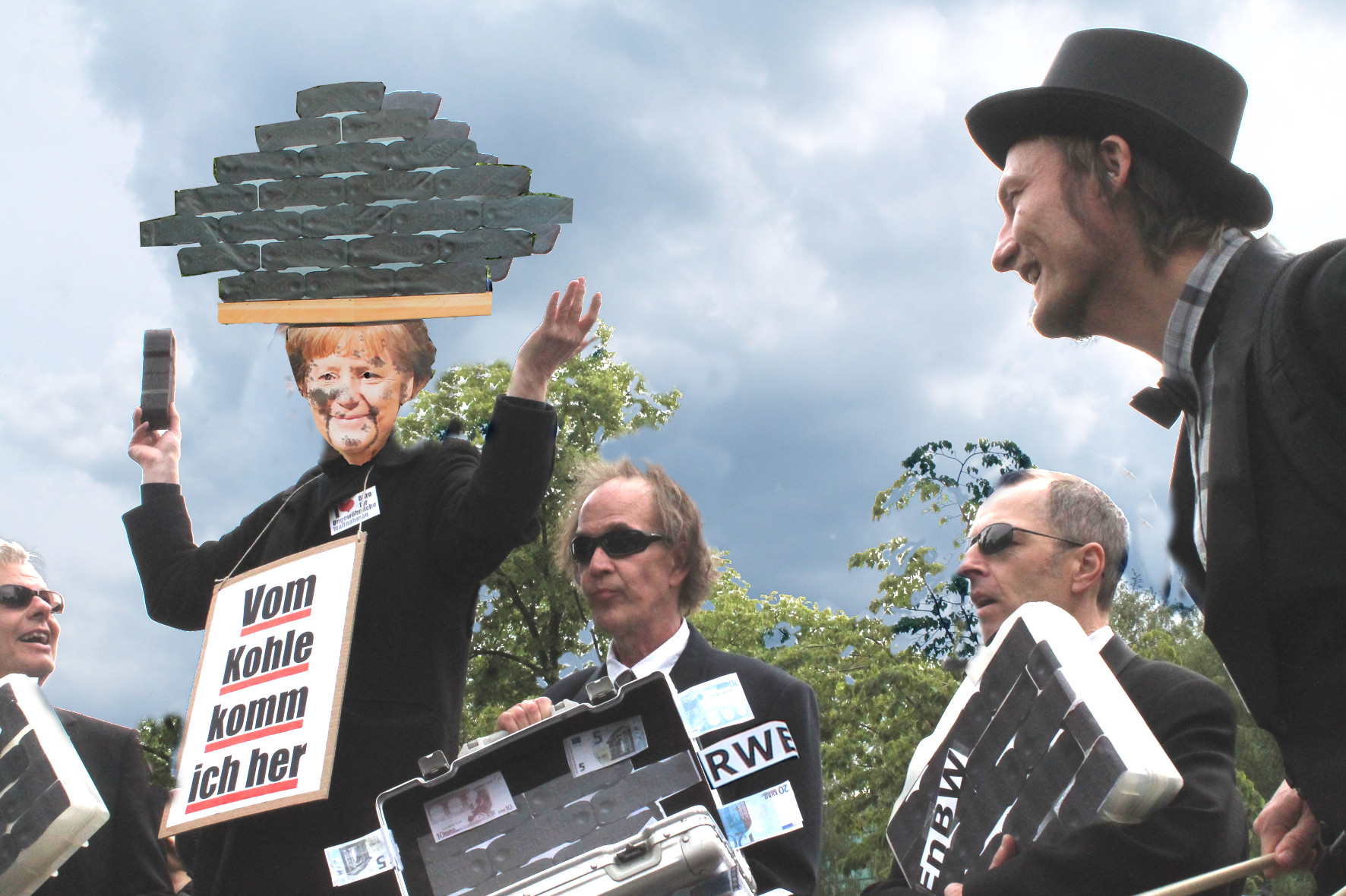
2013/14: Fortsetzung der Arbeit mit Realmontagen im öffentlichen Raum mit der Serie Merkel goes to demo: hier mit den „Chefs der vier Energiemonopolisten“ bei einer Demonstration 2014 zur Energiewende. Foto: Elke Hollmann

Ab Mitte der 1990er Jahre erlahmte die kollektive Arbeit und es wurde deutlich stiller um das Büro. „Die Arbeit des Büros liegt […] zur Zeit auf Eis“, hieß es 2000.
Jotter agiert jedoch weiter als Politkünstler. Internationale Beachtung fand eine Wasserinstallation zur internationalen Konferenz im Zuge der Klimarahmenkonvention der Vereinten Nationen 2001 in Bonn (Klimagipfel), bei der er ein Bildnis von US-Präsident George Bush, umgeben von amerikanischen Fahnen, bis zum Hals im Rhein versenkte.
Ende 2013 hatte Jotter begonnen, die ursprüngliche Konzeption und Arbeit des BfM wieder aufzunehmen und eine Gruppe für diese Arbeit aufzubauen. Auf einem Youtube-Kanal des BfM war ein erstes Video von Demoaktionen mit lebenden Kanzlerinnen-Karikaturen eingestellt worden. Auch neue Aktionsformen – insbesondere zu einem Schwerpunkt der Mieten- und Verdrängungs-Problematik – wurden dort laufend dokumentiert, ebenso wie frühere Aktionen nach und nach digitalisiert wurden.

## Tod
2014 starb Barbara Petersen in Berlin an den Folgen der Creutzfeldt-Jakob-Krankheit. 2021 erlitt Jotter mit dem Fahrrad einen Verkehrsunfall, von dessen Folgen er sich nicht mehr erholte. Am 2. Juli 2022 starb auch er in Berlin.

## Politische und künstlerische Rezeption

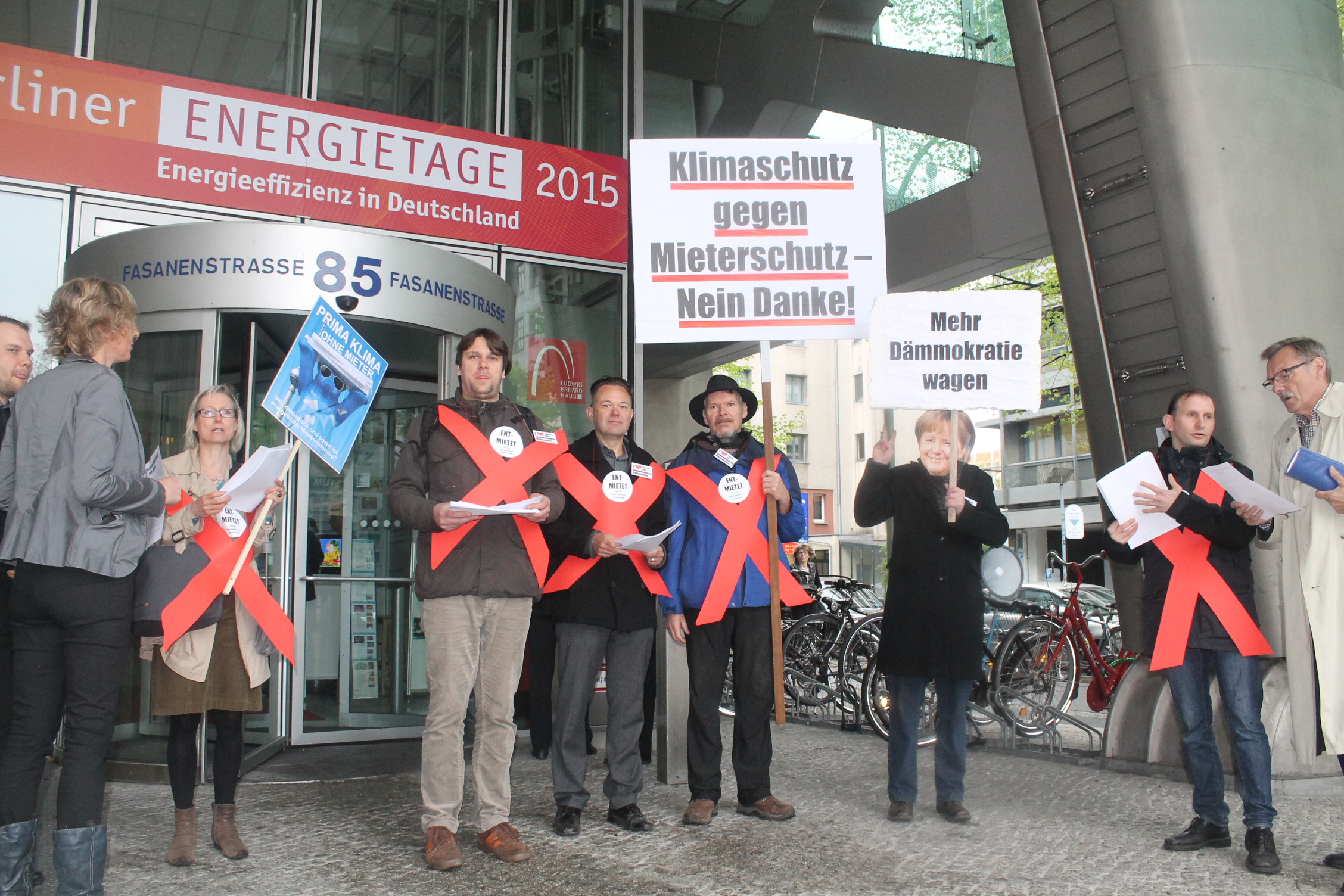
Red-X-Aktion mit Mietern zu den Berliner Energietagen 2015 – Auf den weißen Buttons steht: ENTMIETET durch energetische Modernisierung … Foto: Elke Hollmann

Die „AG Spass muß sein!“, Herausgeber einer Neuauflage des Werkes „Spassguerilla“ von 1994, lobte die Kampagne gegen das Treffen von IWF und Weltbank wegen ihrer „Verzahnung von Gegenkongreß, klassischen autonomen Aktionsformen usw. einerseits und […] kulturellen Aktivitäten andererseits“ und betonte: „Erstmals nach '68 wurden Kunst und Happenings wieder zu einem politisch mobilisierenden und vermittelnden Bestandteil des Protestes, zu einer konsequent umgesetzten Widerstands-Kultur.“ Dabei wurde hervorgehoben, dass „aufgrund der bereiten (sic!) Sympathien […] der Aktionen in der Bevölkerung“ während des Treffens „der öffentliche Raum zurückerobert und eine lebendige politisch-kulturelle Widerstandskultur auf die Straßen und Plätze getragen“ werden konnte.
Oliver Tolmein lobte insbesondere „Trommeln in der Nacht“ aus der Kampagne als „Kernstück der auch militantere Widerstandsformen einbeziehenden Aktionstage“, weil es dort gelang, Öffentlichkeit zu garantieren, Sympathien zu schaffen und ein breites Widerstandsspektrum zu vereinen und so zu verhindern, „daß die Polizei einzelne Gruppen isolieren und dann attackieren konnte“.
Der Theaterwissenschaftler Martin Maria Kohtes erkennt im „anarchischen Witz und [den] phantasievoll-ausgelassene[n] Aktionen“ des Büros Parallelen und Ähnlichkeiten mit dem amerikanischen Guerilla Theater, einer Form politischen Straßentheaters der 1960er Jahre.
Der Bundesminister für besondere Aufgaben, Hans „Johnny“ Klein (CSU), hingegen schrieb 1991 unter Bezug auf die Wiedervereinigungsbegeisterung und indirektem Verweis auf die wiedervereinigungskritischen Aktionen des Büros: „Wie lächerlich erschien – um einen von Heinrich Böll ehedem für anderen Zweck geprägten Begriff zu benutzen – die ‚rattenhafte Wut‘, mit der Randalszene, AL, das subversive ‚Büro für ungewöhnliche Maßnahmen‘ und andere linke Gruppierungen für den SED-Staat agitierten.“
In der österreichischen Kunstzeitschrift Kunstfehler schrieb Doc Holliday 2003 resümierend über das Büro: „Wenn die Politik erbärmlich und lächerlich wird, ist es die Aufgabe der Kunst, diese Politik der Lächerlichkeit preiszugeben. Dem Steine werfenden Straßenkämpfer setzen die Aktivisten die spielerische Ironisierung der neoliberalen Realität mittels der Performance entgegen. Das ist eine andere Form von Kunst, weit entfernt vom konventionellen, elitären Kunstbetrieb mit seinem penetranten Starkult.“
2014 präsentierte das FHXB Friedrichshain-Kreuzberg Museum eine Auswahl von Plakaten aus dem Werk Jotters und des Büros.

## Adaptionen des Namens
Einige Verbreitung fand der Name „Büro für ungewöhnliche Maßnahmen“, der in der Nachfolge in einigen Städten des deutschsprachigen Raumes von mehr oder weniger verwandten Initiativen adaptiert wurde. So entstanden zum Beispiel in Bremen, Wien, Freiburg, Gütersloh und Leipzig Büros dieses Namens. Konzeptionell und politisch verhalten sich diese Initiativen allerdings sehr verschieden sowohl zueinander wie zum ursprünglichen Büro und keines suchte den Brückenschlag zwischen Kunst und Politik in der strengen Form des Berliner Originals.
Während sich zum Beispiel das Bremer Projekt als „Organisationszusammenhang von Künstlern verschiedener Sparten, zur Planung und Durchführung künstlerischer und kulturpädagogischer Projekte“ ohne weiteren politischen Schwerpunkt versteht, ist das Wiener Büro eine Abteilung der österreichischen Initiative Minderheiten, für das es antirassistische Öffentlichkeitsarbeit durchführt. Das Gütersloher Büro wiederum begleitet Aktionen der regionalen Antifa. Hier waren also zwar (wenngleich spezifische) politische Schwerpunkte gegeben, die Mittel der Öffentlichkeitsarbeit (wie Publikationen, Führung eines Archivs) waren aber weder offensiv auf den öffentlichen Raum gerichtet, noch ist eine Synthese aus Politik und Kunst hier von so zentraler Bedeutung wie im Berliner Fall.